# Lattice-Boltzmann-Methode
Bei der Lattice-Boltzmann-Methode (auch Lattice-Boltzmann-Verfahren oder Gitter-Boltzmann-Methode von engl. lattice ~ Gitter) handelt es sich um eine Ende der 1980er Jahre entwickelten Methode zur numerischen Strömungssimulation. Wie der Name andeutet, wird der Phasenraum zur numerischen Lösung der Boltzmann-Gleichung durch ein Gitter diskretisiert. Durch das Einarbeiten weiterer Modelle können auch andere physikalische Prozesse in einem Kontinuum wie beispielsweise thermodynamische Vorgänge in Fluiden oder Festkörpern mittels Lattice-Boltzmann-Methoden berechnet werden.
Die Lattice-Boltzmann-Methode basiert auf der Berechnung einer stark vereinfachten Teilchen-Mikrodynamik. Das heißt, es wird eine Simulation auf der Teilchenebene durchgeführt. Aufgrund der internen Struktur (geringer Speicher- und Rechenbedarf je Zelle) eignet sich das Verfahren u. a. zur Berechnung von Strömungen in komplexen Geometrien.
Das Lattice-Boltzmann-Verfahren hat seine theoretische Basis in der statistischen Physik. Die Wechselwirkung der mikroskopischen Teilchen wird durch die Boltzmann-Gleichung beschrieben.

## Anschauliche Darstellung des Algorithmus

Schematische Darstellung eines Zeitschrittes in einem D2Q9-Modell

Um die Boltzmanngleichung zu lösen, wird sie diskretisiert. Die Diskretisierung erfolgt durch Einführung eines Gitters im Ortsraum, wodurch auch die Geschwindigkeitsrichtungen diskretisiert werden. Somit ist der ganze Phasenraum diskretisiert. Ein zweidimensionaler Raum lässt sich beispielsweise mit dem hier gezeigten D2Q9-Modell diskretisieren. In der Abbildung stellen die Punkte Punkte im Ortsraum dar, während die Pfeile darstellen, wie wahrscheinlich die Geschwindigkeit der Teilchen, die einem Punkt zugeordnet sind in die Richtung des Pfeiles am jeweiligen Punkt auftritt. Ein Fluidpartikel kann pro Zeitschritt an gleicher Stelle bleiben oder sich in den jeweils angrenzenden Zellen des quadratischen Gitters bewegen. Er besitzt daher neun mögliche Geschwindigkeiten {\displaystyle {\vec {c}}_{i}}, wobei der Index {\displaystyle i=0,\ldots ,8} die Richtung kennzeichnet.
Der Algorithmus lässt sich in zwei Teilschritte einteilen, deren Reihenfolge fest, aber beliebig ist:
1. Kollisionsschritt
2. Strömungsschritt

Im Kollisionsschritt werden die Kollisionsregeln angewendet. Diese Regeln müssen die Masse sowie den Impuls erhalten. Zu jeder Phasenraumdichte {\displaystyle f_{i}} am Ort {\displaystyle {\vec {x}}} wird ein entsprechend berechneter Kollisionsterm {\displaystyle \Delta _{i}} addiert:
{\displaystyle f_{i}^{*}({\vec {x}},t)=f_{i}({\vec {x}},t)+\Delta _{i}}
Ein möglicher Kollisionsterm ist der Bhatnagar-Gross-Krook-Operator (BGK-Operator)
{\displaystyle \Delta _{i}={\frac {1}{\tau }}(f_{i}^{\mathrm {eq} }-f_{i})}.
Die Relaxationszeit {\displaystyle \tau } bestimmt, wie schnell sich das Fluid dem Gleichgewicht nähert und hängt somit direkt von der Viskosität des Fluids ab. Der Wert {\displaystyle f_{i}^{\mathrm {eq} }} ist die lokale Gleichgewichtsfunktion, welche die Boltzmannverteilung approximiert.
Beim Strömungsschritt werden alle Pfeile (gemäß ihrer Richtung) zum nächsten Gitterpunkt verschoben:
{\displaystyle f_{i}({\vec {x}}+{\vec {c}}_{i}\delta t,t+1)=f_{i}^{*}({\vec {x}},t)}
Die so verschobenen Pfeile bilden wieder die Ausgangssituation für den nächsten Kollisionsschritt.